# 2019 w literaturze
Wydarzenia literackie w 2019 roku.

## Wydarzenia

### Polska
- 1 III 2019 – 3 III 2019 Poznańskie Targi Książki
- 29 III 2019 – 31 III 2019 Drugie Gdańskie Targi Książki
- 12 IV 2019 – 14 IV 2019 Białostockie Targi Książki
- 23 V 2019 – 26 V 2019 10 Warszawskie Targi Książki
- 6 VI 2019 – 9 V 2019 Międzynarodowy Festiwal Literacki im. Czesława Miłosza w Krakowie
- 27 V 2019 – 2 VI 2019 Międzynarodowy Festiwal Kryminału we Wrocławiu
- 25 IX 2019 – 29 IX 2019 5 Festiwal im. Zygmunta Haupta, Gorlice

### Czechy
- 9 V 2019 – 12 V 2019 25 międzynarodowe targi książki i festiwal literacki Świat Książki (Svět knihy)

### Egipt
- 22 I 2019–5 II 2019 50. Międzynarodowe Targi Książki w Kairze

### Niemcy
- 21 III 2019–24 III 2019 Targi Książki w Lipsku (Leipziger Buchmesse)

### Serbia
- 20 X 2019–27 X 2019 Międzynarodowe Targi Książki w Belgradzie

### Tajwan
- 12 II 2019–17 II 2019 Międzynarodowe Targi Książki w Tajpej

### Zjednoczone Królestwo
- Maj Simon Armitage uhonorowany tytułem Poety Laureata

## Proza beletrystyczna i literatura faktu

### Język polski
- Iwona Banach
  - Niedaleko pada trup od denata (Wydawnictwo Dragon)[1]
  - Pewnej zimy nad morzem (Wydawnictwo Lucky)[2]
- Jarosław Błahy – Rzeźnik z Niebuszewa (Wydawnictwo Forma)[3]
- Łukasz Błaszczyk – Pożegnanie z Budapesztem (Świat Książki)[4]
- Krzysztof Bochus – Miasto duchów (Agencja Wydawniczo-Reklamowa Skarpa Warszawska)[5]
- Anna Cieplak – Lekki bagaż (Znak Litera Nova)[6]
- Jarosław Czechowicz – Toksyczność (Prószyński i S-ka)[7]
- Wojciech Chmielarz – Rana (Wydawnictwo Marginesy)[8]
- Jakub Ćwiek – Szwindel (Wydawnictwo Marginesy)[9]
- Ryszard Ćwirlej – Ostra jazda (Wydawnictwo Muza)[10]
- Jacek Dehnel – Ale z naszymi umarłymi (Wydawnictwo Literackie)[11]
- Tomasz Duszyński
  - Glatz (SQN)[12]
  - Toksyczni (SQN)[13]
- Jakub Dziekan – Korporacjusz (Wydawnictwo Vesper)[14]
- Małgorzata Falkowska – Ilias (Editio)[15]
- Malwina Ferenz – Dni wypełnione słońcem (Wydawnictwo Czwarta Strona)[16]
- Anna Fryczkowska – Wdowinek (Świat Książki)[17]
- Dorota Gąsiorowska – Szept syberyjskiego wiatru (Znak Literanova)[18]
- Olga Gitkiewicz – Nie zdążę (Fundacja Instytut Reportażu)[19]
- Katarzyna Grochola – Zranić marionetkę (Wydawnictwo Literackie)[20]
- Marta Guzowska
  - Raj (Wydawnictwo Marginesy)[21]
  - Rok szczura (Agencja Wydawniczo-Reklamowa Skarpa Warszawska)[22]
- Elżbieta Isakiewicz – Piekło ocalonych (Państwowy Instytut Wydawniczy)[23]
- Jerzy Jarniewicz – Bunt wizjonerów (Znak)[24]
- Jarosław Kamiński – Psy pożrą ciało Jezebel (Wydawnictwo W.A.B.)[25]
- Anna Kańtoch – Pokuta (Wydawnictwo Czarne)[26]
- Marta Kisiel – Oczy uroczne (Wydawnictwo Uroboros)[27]
- Iza Klementowska – Skóra (Wydawnictwo Karakter)[28]
- Barbara Klicka – Zdrój (Wydawnictwo W.A.B.)[29]
- Grzegorz Kopiec – Czas pokuty (Wydawnictwo JanKa)[30]
- Michał Kuzborski – Paradoks kłamcy (Black Turtle)[31]
- Małgorzata Kuźmińska, Michał Kuźmiński – Mara (Publicat)[32]
- Marta Kwaśnicka – Pomyłka (Tyniec Wydawnictwo Benedyktynów)[33]
- Joanna Lech – Kokon (Wydawnictwo W.A.B.)[34]
- Blanka Lipińska – Kolejne 365 dni (Agora)[35]
- Mikołaj Łoziński – Stramer (Wydawnictwo Literackie)[36]
- Jakub Małecki – Horyzont (Wydawnictwo SQN)[37]
- Robert Małecki – Wada (Wydawnictwo Czwarta Strona)[38]
- Maciej Marcisz – Taśmy rodzinne (Wydawnictwo W.A.B.)[39]
- Tomasz Maruszewski – Do końca świata (Prószyński i S-ka)[40]
- Anna Mazurek – Dziwka (Korporacja Ha!art)[41]
- Katarzyna Berenika Miszczuk – Jaga (Wydawnictwo W.A.B.)[42]
- Łukasz Orbitowski – Kult (Świat Książki)[43]
- Robert Ostaszewski – Zabij ich wszystkich (Świat Książki)[44]
- Malwina Pająk – Lukier (Znak Literanova)[45]
- Jędrzej Pasierski
  - Roztopy (Wydawnictwo Czarne)[46]
  - W Imię Natury (Wydawnictwo Czarne)[47]
- Marcin Przybyłek – Symfonia życia (Wydawnictwo IX)[48]
- Martyna Raduchowska – Fałszywy pieśniarz (Wydawnictwo Uroboros)
- Andrzej W. Sawicki – Pierwszy glina (Wydawnictwo Literate)[49]
- Anita Scharmach – Miłość na gigancie (Prószyński Media)[50]
- Maciej Siembieda – Gambit (Wydawnictwo Agora)[51]
- Szymon Słomczyński – Mim (Wydawnictwo Literackie)[52]
- Żanna Słoniowska – Wyspa (Wydawnictwo Znak Literanova)[53]
- Marek Stelar – Blask (Videograf)[54]
- Jakub Szamałek
  - Cokolwiek wybierzesz (Wydawnictwo W.A.B.)[55]
  - Kimkolwiek jesteś (Wydawnictwo W.A.B.)[56]
- Bartosz Szczygielski – Serce (Wydawnictwo W.A.B.)[57]
- Robert J. Szmidt
  - Kraty (Insignis Media)[58]
  - Riese (Insignis Media)[59]
- Wit Szostak – Poniewczasie (Powergraph)[60]
- Adam Widerski – Odwyk (Wydawnictwo Initium)[61]
- Magdalena Witkiewicz – Jeszcze się kiedyś spotkamy (Wydawnictwo Filia)[62]
- Wojciech Wójcik – Miałeś tam nie wracać (Zysk i S-ka)[63]
- Andrzej Ziemiański – Adept (Fabryka Słów)[64]
- Ida Żmiejewska  – Warszawianka (Agencja Wydawniczo-Reklamowa Skarpa Warszawska)[65]

### Inne języki
- Lawrence Ferlinghetti – Little Boy
- Michel Houellebecq – Serotonin
- Ian McEwan – Machines Like Me

### Tłumaczenia
- Ayọ̀bámi Adébáyọ̀ – Zostań ze mną (Stay with Me), przeł. Karolina Iwaszkiewicz (Wydawnictwo Marginesy)[66]
- César Aira – Trzy opowieści, przeł. Tomasz Pindel (Zakład Narodowy im. Ossolińskich)[67]
- Mitch Albom – Kolejna osoba, którą spotkamy w niebie (The Next Person You Meet in Heaven), przeł. Jakub Jedliński (Zysk i S-ka)[68]
- James Baldwin – Zapiski syna tego kraju (Notes of a native son), przeł. Mikołaj Denderski (Karakter)[69]
- Therese Bohman – O zmierzchu (Aftonland), przeł. Justyna Czechowska (Wydawnictwo Pauza)[70]
- Steinar Bragi – Kata (Kata), przeł. Jacek Godek (Wydawnictwo Literackie)[71]
- Blair Braverman – Witajcie na cholernej Arktyce (Welcome to the goddamn ice cube), przeł. Ewa Borówka (Wydawnictwo Kobiece)[72]
- John W. Campbell – Coś (Frozen Hell), przeł. Tomasz Chyrzyński (Wydawnictwo Vesper)[73]
- Pip Drysdale – Niedzielna dziewczyna (The Sunday Girl), przeł. Ewa Penksyk-Kluczkowska (Sonia Draga)[74]
- Steven Erikson – Cena szczęścia (Rejoice), przeł. Dariusz Kopociński (Zysk i S-ka)[75]
- Richard Flanagan – Pierwsza osoba (First person), przeł. Maciej Świerkocki (Wydawnictwo Literackie)[76]
- Nino Haratischwili – Ósme życie (Das achte Leben (Für Brilka)), przeł. Urszula Poprawska (Wydawnictwo Otwarte)
- Julia Heaberlin – Papierowe duchy (Paper ghosts), przeł. Jacek Żuławnik (Grupa Wydawnicza Foksal)[77]
- Jun’ichirō Tanizaki – Miłość głupca (Chijin-no ai), przeł. Nikodem Karolak (Państwowy Instytut Wydawniczy)[78]
- Tayari Jones – Nasze małżeństwo (An american marriage), przeł. Aleksandra Wolnicka (Wydawnictwo Otwarte)[79]
- Franz Kafka – Prozy utajone, przeł. Łukasz Musiał (PIW)
- Stephen King – Instytut (Institute), przeł. Rafał Lisowski (Wydawnictwo Albatros)[80]
- Gyula Krúdy – Miasto uśpionych kobiet, przeł. Elżbieta Cygielska i Teresa Worowska (Państwowy Instytut Wydawniczy)[81]
- Rachel Kushner – Mars room (Mars room), przeł. Magdalena Koziej (Wydawnictwo W.A.B.)[82]
- Siergiej Lebiediew – Dzieci Kronosa (Gusʹ Fric), przeł. Grzegorz Szymczak (Wydawnictwo Claroscuro)[83]
- Agnes Lidbeck(inne języki) – Odnaleźć się (Finna sig), przeł. Inga Sawicka (Prószyński i S-ka)[84]
- Bernard MacLaverty – Przed końcem zimy (Midwinter break), przeł. Jarek Westermark (Wydawnictwo Agora)[85]
- Maryam Madjidi – Lalka i Marks (Marx et la poupée), przeł. Magdalena Pluta (Państwowy Instytut Wydawniczy)[86]
- Frédéric Martel – Sodoma. Hipokryzja i władza w Watykanie (Wydawnictwo Agora)[87]
- Gillian McAllister – Wszystko oprócz prawdy (Everything but the truth), przeł. Anna Kłosiewicz, Magdalena Moltzan-Małkowska (Prószyński i S-ka)[88]
- Blaže Minevski – Celownik (Nišan), przeł. Elżbieta Ćirlić (Biblioteka Słów)[89]
- Liane Moriarty – Dziewięcioro nieznajomych (Nine perfect strangers), przeł. Mateusz Borowski (Znak)[90]
- Alena Mornštajnová – Hana (Hana), przeł. Tomasz Grabiński (Wydawnictwo Amaltea)[91]
- Jojo Moyes – Kolory pawich piór (Peacock Emporium), przeł. Agnieszka Myśliwy (Między Słowami)[92]
- Jo Nesbø – Nóż (Kniv), przeł. Iwona Zimnicka (Wydawnictwo Dolnośląskie)[93]
- Naomi Novik – Moc srebra (Spinning Silver), przeł. Zbigniew A. Królicki (Rebis)[94]
- Gunnhild Øyehaug – Czekaj, mrugaj (Vente, blinke), przeł. Anna Krochmal i Robert Kędzierski (Wydawnictwo Pauza)[95]
- Samantha Shannon – Zakon Drzewa Pomarańczy (The Priory of the Orange Tree), przeł. Maciej Pawlak (SQN)
- Lilja Sigurðardóttir
  - Klatka (Búrið), przeł. Jacek Godek (Wydawnictwo Kobiece)[96]
  - Sieć (Netið), przeł. Jacek Godek (Wydawnictwo Kobiece)[97]
- Petra Soukupová – Najlepiej dla wszystkich (Nejlepší pro všechny), przeł. Julia Różewicz (Wydawnictwo Afera)[98]
- Søren Sveistrup – Kasztanowy ludzik (The Chestnut Man), przeł. Justyna Haber-Biały (Wydawnictwo W.A.B.)[99]
- Cynthia Swanson – Szklany las (The glass forest), przeł. Przemysław Hejmej (Wydawnictwo Kobiece)[100]
- Laini Taylor – Muza koszmarów (Muse of Nightmares), przeł. Bartosz Czartoryski (SQN)[101]
- Jáchym Topol – Wrażliwy człowiek (Citlivý člověk), przeł. Dorota Dobrew (Wydawnictwo Czarne)[102]
- Kateřina Tučková – Wypędzenie Gerty Schnirch (Vyhnání Gerty Schnirch), przeł. Julia Różewicz (Wydawnictwo Afera)[103]
- Tommy Wieringa – Piękna młoda żona (Mooie jonge vrouw), przeł. Alicja Oczko (Wydawnictwo Pauza)[104]
- Wang Xiaobo – Miłość w czasach rewolucji, przeł. Katarzyna Sarek (Państwowy Instytut Wydawniczy)[105]
- Serhij Żadan – Internat (Internat), przeł. Michał Petryk (Wydawnictwo Czarne))[106]

## Eseje, szkice i felietony

### Język polski
- Leszek Engelking – Szwejkowie i Don Kichoci (Officyna)
- Wojciech Tomczyk – Felietony (Państwowy Instytut Wydawniczy, Teologia Polityczna)
- Adam Zagajewski – Substancja nieuporządkowana (Znak)

### Tłumaczenia
- W.G. Sebald – Opis nieszczęścia. Eseje o literaturze, przeł. Małgorzata Łukasiewicz (Zakład Narodowy im. Ossolińskich)[107]

## Poezja

### Język polski
- Andrzej Appel – Uciszenie burzy (Fundacja Duży Format)
- Magdalena Kicińska – Środki transportu (Wydawnictwo Literackie)
- Bogusław Kierc – Rytmy albo wiersze stałe (Warstwy)
- Krzysztof Lisowski – Zaginiona we śnie (Wydawnictwo Literackie)
- Anna Piwkowska – Między Monsunami (ZNAK)
- Marta Podgórnik – Mordercze ballady (Biuro Literackie)
- Bartosz Sadulski – mniej niż jedno zwierzę (Dom Literatury w Łodzi)
- Eugeniusz Tkaczyszyn-Dycki – Dwie główne rzeki (Wojewódzka Biblioteka Publiczna i Centrum Animacji Kultury w Poznaniu)[108]
- Katarzyna Zechenter – Tam i tutaj (Wojewódzka Biblioteka Publiczna i Centrum Animacji Kultury w Poznaniu)[109][110]

#### Wybory wierszy
- Krystyna Rodowska – Nic prócz O (Państwowy Instytut Wydawniczy)
- Jan Sochoń – Modlitwa do ciszy (Galeria Autorska)
- Adriana Szymańska – Nieprzerwany dialog. Wiersze z lat 1968–2019 (Państwowy Instytut Wydawniczy)

### Tłumaczenia
- Simon Armitage – Mało brakowało, przeł. Jacek Gutorow, Jerzy Jarniewicz (Wydawnictwo J)
- Saleh Diab – Odległy dzień, przeł. Agata Kozak (Wydawnictwo Lokator)
- Hans Magnus Enzensberger – Spotkanie innego rodzaju, przeł. Ryszard Krynicki (Wydawnictwo a5)
- Elena Fanailova – Szybki numerek w hotelu Europa, przeł. Leszek Szaruga (Instytut Mikołowski)
- Ron Padgett – Bezczynność butów, Wybór wierszy, przeł. Andrzej Szuba (Instytut Mikołowski)
- Charles Reznikoff – Co robisz na naszej ulicy, wybór, przekład i opracowanie Piotr Sommer (WBPiCAK)
- Denise Riley – Szantung, przeł. Jerzy Jarniewicz (Dom Literatury w Łodzi)
- Jaroslav Seifert – Księga pocałunków. Poezje wybrane, wybór i przekład Leszek Engelking (Officyna)

### Inne języki
- Petr Hruška – Nikde není řečeno (Host)

## Dramaty

### Język polski
- Weronika Murek – Feinweinblein, Dramaty (Wydawnictwo Czarne)

## Prace naukowe i biografie

### Język polski
- Leśmian w Europie i na świecie, redakcja naukowa Żaneta Nalewajk, Magdalena Supeł (Wydawnictwo Uniwersytetu Warszawskiego)
- Ewa Łukaszyk – Mgławica Pessoa (Ossolineum)
- Joanna Orska – Performatywy. Składnia/retoryka,gatunki i programy poetyckiego konstruktywizmu (Wydawnictwo Uniwersytetu Jagiellońskiego)
- Karolina Szymborska – Mors immatura. Dziecko i śmierć w literaturze i kulturze drugiej połowy XIX i w początkach XX wieku (Universitas)[111]

### Inne języki
- Petr Hruška – Daleko do ničeho. Básník Ivan Wernisch (Host)

## Zmarli
- 3 stycznia
  - Dibyendu Palit(inne języki), indyjski pisarz (ur. 1939)
  - Christine de Rivoyre(inne języki), francuska pisarka (ur. 1921)
- 4 stycznia – John Burningham(inne języki), angielski autor i ilustrator książek dla dzieci (ur. 1936)
- 6 stycznia – Bea Vianen(inne języki), surinamska pisarka (ur. 1935)
- 7 stycznia – Aline Kiner(inne języki), francuska pisarka (ur. 1959)
- 9 stycznia – Julià Conxita(inne języki), katalońska poetka (ur. 1920)
- 12 stycznia – Javier de Hoz, hiszpański językoznawca, zajmujący się w szczególności teatrem greckim oraz literaturą i epigrafiką grecką (ur. 1940)
- 13 stycznia
  - Francine du Plessix Gray(inne języki), amerykańska pisarka i krytyk literacki (ur. 1930)
  - Jacek Kajtoch, polski eseista i krytyk literacki (ur. 1933)
- 15 stycznia – Pilar Quirosa-Cheyrouze(inne języki), hiszpańska poetka i pisarka (ur. 1956)
- 16 stycznia
  - Borivoje Adašević(inne języki), serbski pisarz (ur. 1974)
  - Mirjam Pressler(inne języki), niemiecka nowelistka i tłumaczka (ur. 1940)
- 17 stycznia
  - Mary Oliver – amerykańska poetka i eseistka (ur. 1935)
  - Sam Savage – amerykański powieściopisarz (ur. 1940)
- 19 stycznia
  - May Menassa(inne języki) – libańska pisarka (ur. 1939)
  - Ladislav Slíva(inne języki) – czeski poeta, tłumacz i krytyk teatralny (ur. 1941)
- 20 stycznia – Lolo Rico(inne języki), hiszpańska pisarka (ur. 1935)
- 21 stycznia
  - Russell Baker(inne języki), amerykański pisarz (ur. 1925)
  - Padraic Fiacc – irlandzki poeta (ur. 1924)
- 23 stycznia
  - Diana Athill(inne języki), brytyjska pisarka (ur. 1917)
  - Jonas Mekas – amerykański pisarz litewskiego pochodzenia (ur. 1922)
- 27 stycznia – Emmanuel Hocquard, francuski poeta (ur. 1940)
- 28 stycznia – Humberto Ak'ab'al, gwatemalski poeta (ur. 1952)
- 29 stycznia – Jane Aamund, duńska pisarka (ur. 1936)
- 2 lutego
  - Carol Emshwiller(inne języki), amerykańska pisarka (ur. 1921)
  - Imrich Kružliak(inne języki), słowacki poeta (ur. 1914)
- 3 lutego – Wasyl Siomucha(inne języki), białoruski tłumacz (ur. 1936)
- 4 lutego – Leonie Ossowski, niemiecka pisarka (ur. 1925)
- 6 lutego – Rosamunde Pilcher, angielska pisarka (ur. 1924)
- 7 lutego – Hana Doskočilová, czeska pisarka, prozaik, autorka literatury dla dzieci (ur. 1936)
- 8 lutego – Tomi Ungerer, francusko-niemiecki pisarz (ur. 1931)
- 9 lutego – Patricia Nell Warren(inne języki), amerykańska pisarka (ur. 1936)
- 11 lutego – Metodija Fotew(inne języki), macedoński pisarz (ur. 1932)
- 12 lutego – W.E.B. Griffin, amerykański pisarz (ur. 1929)
- 13 lutego – Dezső Tandori(inne języki), węgierski poeta i pisarz (ur. 1938)
- 14 lutego – Andrea Levy, brytyjska pisarka (ur. 1956)
- 15 lutego – Al Mahmud(inne języki), bangladeski pisarz i poeta (ur. 1936)
- 16 lutego – Charles Mungoshi, zimbabweński pisarz, poeta i tłumacz (ur. 1947)
- 18 lutego – Peter Wells(inne języki), nowozelandzki pisarz (ur. 1950)
- 19 lutego – Namvar Singh(inne języki), indyjski pisarz i krytyk literacki (ur. 1926)
- 22 lutego – Paolo Brera, włoski pisarz i tłumacz (ur. 1949)
- 25 lutego – Janet Asimov, amerykańska pisarka science fiction (ur. 1926)
- 26 lutego
  - Gleb Gorbowski(inne języki), rosyjski poeta
  - Charles McCarry(inne języki), amerykański pisarz (ur. 1930)
  - Jeraldine Saunders(inne języki), amerykańska pisarka (ur. 1923)
- 27 lutego – Pierrette Fleutiaux(inne języki), francuska pisarka (ur. 1941)
- 5 marca
  - Moris Farhi, turecki pisarz (ur. 1935)
  - Aleksandr Ożyganow(inne języki), rosyjski poeta (ur. 1944)
- 7 marca
  - Guillaume Faye, francuski pisarz (ur. 1949)
  - Patrick Lane, kanadyjski poeta (ur. 1939)
- 9 marca – Bernard Binlin Dadié, iworyjski pisarz (ur. 1916)
- 10 marca – Raven Grimassi, amerykański pisarz (ur. 1951)
- 12 marca – Marjorie Weinman Sharmat(inne języki), amerykańska autorka książek dla dzieci (ur. 1928)
- 14 marca – Ján Patarák(inne języki), słowacki pisarz (ur. 1936)
- 15 marca
  - W.S. Merwin, amerykański poeta, dramaturg i tłumacz (ur. 1927)
  - Dominique Noguez(inne języki), francuski pisarz (ur. 1942)
  - Jean-Pierre Richard, francuski literaturoznawca i krytyk literacki (ur. 1922)
  - Jerry D. Thomas, amerykański autor książek dla dzieci (ur. 1959)
- 17 marca – João Carlos Marinho(inne języki), brazylijski pisarz (ur. 1935)
- 18 marca – Jan Klimecki, polski poeta (ur. 1953)
- 20 marca – Linda Gregg(inne języki), amerykańska poetka (ur. 1942)
- 22 marca – Zdzisław Błoński, polski poeta (ur. 1959)
- 23 marca – Maria Iwaszkiewicz, polska pisarka i felietonistka (ur. 1924)
- 24 marca – Mieczysław Inglot, polski historyk literatury (ur. 1931)
- 25 marca – Gabriel Okara(inne języki), nigeryjski poeta i pisarz (ur. 1921)
- 27 marca
  - Friedrich Achleitner(inne języki), austriacki poeta (ur. 1930)
  - Ashitha(inne języki), indyjska pisarka (ur. 1956)
- 29 marca – Dobrica Erić(inne języki), serbski poeta i pisarz (ur. 1936)
- 30 marca – Zdzisław Tadeusz Łączkowski, polski poeta, prozaik, krytyk literacki (ur. 1927)
- 1 kwietnia
  - Francisco Massiani(inne języki), wenezuelski pisarz (ur. 1944)
  - Vonda N. McIntyre, amerykańska pisarka (ur. 1948)
  - Rafael Sánchez Ferlosio, hiszpański pisarz (ur. 1927)
- 2 kwietnia – Jerzy Szatkowski, polski poeta (ur. 1940)
- 3 kwietnia – Marek Słyk, polski poeta i prozaik (ur. 1956)
- 6 kwietnia – Jadwiga Stróżykiewicz, polska poetka (ur. 1944)
- 11 kwietnia
  - Stanley Plumly(inne języki), amerykański poeta (ur. 1939)
  - Dmitrij Sawicki(inne języki), rosyjski pisarz i poeta (ur. 1944)
- 13 kwietnia – Tony Buzan, amerykański pisarz (ur. 1942)
- 14 kwietnia – Gene Wolfe, amerykański pisarz (ur. 1931)
- 17 kwietnia – Kazuo Koike, japoński mangaka, poeta (ur. 1936)
- 8 maja – Stanisław Moskal, polski pisarz i naukowiec (ur. 1935)
- 11 maja – Sven Holm, duński pisarz (ur. 1940)
- 23 maja – Ewa Najwer, polska poetka, prozaik, krytyk literacki (ur. 1933)
- 14 maja – Sven Lindqvist, szwedzki historyk literatury, eseista, reportażysta (ur. 1932)
- 17 maja – Herman Wouk, amerykański powieściopisarz (ur. 1915)
- 23 maja – Tadeusz Wyrwa-Krzyżański, polski poeta, pisarz, krytyk literacki i grafik (ur. 1947)
- 24 maja – Jaroslav Erik Frič, czeski poeta, muzyk, wydawca ur. 1949)
- 2 czerwca – Maciej Parowski, polski pisarz, autor książek i komiksów (ur. 1946)
- 6 czerwca – Jurij Muszketyk, ukraiński pisarz (ur. 1929)
- 7 czerwca – Ryszard Bugajski, polski reżyser, pisarz i scenarzysta (ur. 1943)
- 11 czerwca – Zbigniew Domino, polski pisarz (ur. 1929)
- 22 czerwca
  - Judith Krantz, amerykańska pisarka (ur. 1928)
  - Leevi Lehto, fiński poeta, tłumacz, programista (ur. 1951)
- 1 lipca – Bogusław Schaeffer, polski muzykolog, kompozytor, krytyk muzyczny i dramaturg (ur. 1929)
- 3 lipca – Jacek Baluch, polski tłumacz, historyk literatury, bohemista (ur. 1940)
- 5 lipca – Marie Borroff, amerykańska poetka, filolog i tłumaczka (ur. 1923)
- 9 lipca – Natalia Rolleczek, polska pisarka i dramatopisarka (ur. 1919)
- 13 lipca – Wiktor Sosnora, rosyjski pisarz, poeta, dramaturg i tłumacz (ur. 1936)
- 17 lipca
  - Maroš Bančej(inne języki) – słowacki pisarz i poeta (ur. 1960)
  - Andrea Camilleri – włoski pisarz (ur. 1925)
- 18 lipca
  - Luciano De Crescenzo(inne języki), włoski pisarz (ur. 1928)
  - Janina Kamionka-Straszak, polska historyczka literatury (ur. 1933)
  - Krzysztof Zarzecki, polski tłumacz (ur. 1926)
- 19 lipca
  - Arswendo Atmowiloto(inne języki), indonezyjski pisarz (ur. 1948)
  - Radomir Smiljanić(inne języki), serbski pisarz i tłumacz (ur. 1934)
  - Werner Söllner(inne języki), niemiecki pisarz (ur. 1951)
- 20 lipca
  - Mariluz Escribano(inne języki), hiszpańska poetka (ur. 1935)
  - Roberto Fernández Retamar(inne języki), kubański poeta i krytyk literacki (ur. 1930)
- 21 lipca – Paul Krassner(inne języki), amerykański pisarz (ur. 1932)
- 22 lipca
  - Marek Rymuszko, polski pisarz i reporter (ur. 1948)
  - Bruno Salcewicz, polski pisarz (ur. 1941)
- 24 lipca
  - Claes Andersson, fiński pisarz, poeta, polityk (ur. 1937)
  - Carmen Jodra(inne języki), hiszpańska poetka (ur. 1980)
- 26 lipca
  - Anna Bojarska, polska pisarka i eseistka (ur. 1946)
  - Christoforos Liontakis(inne języki), grecki poeta i tłumacz (ur. 1945)
- 28 lipca
  - Wanda Miodońska, polska poetka (ur. 1933)
  - Werner Heiduczek, niemiecki pisarz (ur. 1926)
- 29 lipca
  - Enrique Lafourcade(inne języki), chilijski pisarz i krytyk literacki (ur. 1927)
  - Tuvia Ruebner(inne języki), izraelski poeta i tłumacz (ur. 1924)
- 30 lipca – Jean Arasanayagam(inne języki), lankijska pisarka i poetka (ur. 1931)
- 31 lipca – Tadeusz Komendant, polski tłumacz i eseista (ur. 1952)
- 5 sierpnia
  - Maciej Kuczyński, polski pisarz (ur. 1929)
  - Toni Morrison, amerykańska pisarka i eseistka (ur. 1931)
- 8 sierpnia
  - Manuel de Diéguez(inne języki), francuski pisarz (ur. 1922)
  - Eugenia Łoch, polska historyk literatury (ur. 1926)
- 10 sierpnia
  - Barbara Bronnen(inne języki), niemiecka pisarka (ur. 1938)
  - J. Neil Schulman(inne języki), amerykański pisarz (ur. 1953)
- 11 sierpnia – Anna Tatarkiewicz, polska tłumaczka literatury francuskojęzycznej (ur. 1921)
- 12 sierpnia – Paule Marshall(inne języki), amerykańska pisarka (ur. 1929)
- 15 sierpnia
  - Madan Mani Dixit(inne języki), nepalski pisarz (ur. 1923)
  - Luigi Lunari(inne języki), włoski pisarz (ur. 1934)
- 18 sierpnia – Kapitolina Bolszakowa, rosyjska poetka (ur. 1925)
- 20 sierpnia – Ernesto Lariosa(inne języki), filipiński pisarz i poeta (ur. 1944)
- 24 sierpnia
  - Peter Kempadoo(inne języki), gujański pisarz (ur. 1926)
  - Janusz Kryszak, polski poeta i literaturoznawca (ur. 1945)
- 25 sierpnia – Fernanda Young(inne języki), brazylijska pisarka (ur. 1970)
- 28 sierpnia
  - Jean Barbeau(inne języki), francuski dramaturg (ur. 1945)
  - Şule Yüksel Şenler(inne języki), turecka pisarka (ur. 1938)
- 1 września – Barbara Probst Solomon(inne języki), amerykańska pisarka i eseistka (ur. 1928)
- 2 września – Władysław Krupka, polski scenarzysta komiksowy, powieściopisarz (ur. 1926)
- 4 września – Florian Śmieja, polski poeta i tłumacz (ur. 1925)
- 5 września
  - Kiran Nagarkar, indyjski pisarz (ur. 1942)
  - Andrzej Polkowski, polski tłumacz (ur. 1939)
- 8 września – Wasil Pujowski(inne języki), macedoński dramaturg i poeta (ur. 1946)
- 9 października – Lorand Gaspar, francuski poeta i tłumacz (ur. 1925)
- 10 września – Ewa Wiegandt, polska historyk literatury (ur. 1939)
- 11 września – Anne Rivers Siddons(inne języki), amerykańska pisarka (ur. 1936)
- 13 września
  - György Konrád, węgierski pisarz (ur. 1933)
  - Nanos Valaoritis(inne języki), grecki pisarz, dramaturg i tłumacz (ur. 1921)
- 16 września – Barbara Lewandowska, polska pisarka (ur. 1929)
- 18 września
  - Leszek Elektorowicz, polski poeta, prozaik, eseista i tłumacz (ur. 1924)
  - Graeme Gibson, kanadyjski pisarz (ur. 1934)
- 21 września – Günter Kunert, niemiecki poeta i prozaik (ur. 1929)
- 23 września
  - Alfred Alvarez, brytyjski pisarz i poeta (ur. 1929)
  - Elaine Feinstein(inne języki), angielska poetka i pisarka (ur. 1930)
  - Robert Hunter, amerykański poeta (ur. 1941)
  - Krystyna Poklewska, polska historyk literatury (ur. 1933)
- 24 września – Przemysław Piekarski, polski tłumacz (ur. 1952)
- 25 września – Ljubomir Lewczew(inne języki), bułgarski poeta (ur. 1935)
- 29 września – Wiaczesław Pjecuch, rosyjski prozaik (ur. 1946)
- 5 października – Philippe Vandevelde, belgijski twórca komiksów (ur. 1957)
- 6 października – Ciaran Carson, północnoirlandzki poeta i prozaik (ur. 1948)
- 7 października – Jovan Ljuštanović, serbski pisarz i tłumacz (ur. 1954)
- 10 października – Trinidad Morgades Besari, gwinejska pisarka (ur. 1931)
- 11 października
  - John Giorno(inne języki), amerykański poeta (ur. 1936)
  - Andrzej Makowiecki, polski historyk literatury, krytyk literacki (ur. 1939)
- 12 października – Sara Danius, szwedzka pisarka, literaturoznawczyni i krytyk literacki (ur. 1962)
- 14 października
  - Harold Bloom, amerykański krytyk literacki (ur. 1930)
  - Bohdan Butenko, polski ilustrator (ur. 1931)
- 16 października – Tadeusz Jabłoński, polski pisarz (ur. 1919)
- 17 października – Göran Malmqvist, szwedzki historyk literatury i tłumacz (ur. 1924)
- 20 października
  - Andrzej Heidrich, polski ilustrator (ur. 1928)
  - Nick Tosches(inne języki), amerykański pisarz i poeta (ur. 1949)
- 21 października – Aila Meriluoto, fińska poetka (ur. 1924)
- 22 października – Ole Henrik Laub, duński pisarz (ur. 1937)
- 24 października
  - Patricia de Souza(inne języki), peruwiańska pisarka i tłumacz (ur. 1964)
  - Vera Friedländer(inne języki), niemiecka pisarka (ur. 1928)
- 25 października – Vera Friedländer(inne języki), niemiecka pisarka (ur. 1928)
- 27 października
  - Władimir Bukowski, rosyjski pisarz (ur. 1942)
  - Johanna Lindsey(inne języki), amerykańska pisarka (ur. 1952)
- 29 października – Cong Weixi(inne języki), chiński pisarz (ur. 1933)
- 31 października – Tom MacIntyre(inne języki), irlandzki pisarz i poeta (ur. 1931)
- 2 listopada – Ian Cross(inne języki), nowozelandzki pisarz i wydawca (ur. 1925)
- 3 listopada
  - Ernst Augustin(inne języki), niemiecki pisarz (ur. 1927)
  - Helmut Richter(inne języki), niemiecki pisarz i poeta (ur. 1933)
- 6 listopada – Stephen Dixon(inne języki), amerykański pisarz (ur. 1936)
- 9 listopada
  - Sandile Dikeni(inne języki), południowoafrykański poeta (ur. 1966)
  - Stanisław Szponder, polski pisarz (ur. 1927)
- 14 listopada
  - Krystyna Boglar, polska pisarka (ur. 1931)
  - Juan Octavio Prenz(inne języki), argentyński pisarz i poeta (ur. 1932)
  - Marcin Rychlewski(inne języki), polski poeta i literaturoznawca (ur. 1972)
- 18 listopada – Igor Sachnowski(inne języki), rosyjski pisarz (ur. 1958)
- 20 listopada – Marilyn Yalom, amerykańska pisarka, historyczka i feministka (ur. 1932)
- 22 listopada – Gaston Durnez(inne języki), belgijski pisarz (ur. 1928)
- 23 listopada – Romuald Koperski, polski pisarz (ur. 1955)
- 24 listopada – Clive James(inne języki), australijski krytyk literacki i eseista (ur. 1939)
- 2 grudnia
  - Robert K. Massie, amerykański pisarz i historyk (ur. 1929)
  - Carl Muller(inne języki), lankijski poeta i pisarz (ur. 1935)
- 6 grudnia – Krzysztof Uniłowski, polski krytyk literacki (ur. 1967)
- 7 grudnia – Kate Figes, angielska autorka (ur. 1957)
- 9 grudnia – Stanisław Kasprzysiak, polski tłumacz, eseista, prozaik (ur. 1931)
- 14 grudnia – Stanisław Podgórski, polski poeta (ur. 1920)
- 19 grudnia – Jules Deelder(inne języki), holenderski poeta (ur. 1944)
- 21 grudnia – Louis Jenkins(inne języki), amerykański poeta (ur. 1942)
- 22 grudnia – Elizabeth Spencer(inne języki), amerykańska pisarka (ur. 1921)
- 25 grudnia
  - Ari Behn, norweski pisarz i dramaturg (ur. 1972)
  - Táňa Fischerová, czeska pisarka (ur. 1947)
- 27 grudnia – Konrad Pakuła, polski wydawca (ur. 1953)
- 29 grudnia – Alasdair Gray, szkocki powieściopisarz (ur. 1934)
- 30 grudnia – Marion Chesney, brytyjska pisarka (ur. 1936)
- 31 grudnia
  - Bożena Jankowska, polska poetka
  - Helena Kołaczkowska, polska literatka, autorka książek dla dzieci (ur. 1916)

## Nagrody
- Alfred-Döblin-Preis – Ulrich Woelk
- Angelus – nagroda translatorska – Magdalena Pytlak za przekład powieści G. Gospodinowa Fizyka snutku
- Austriacka Nagroda Państwowa w dziedzinie literatury europejskiej – Michel Houellebecq
- Berliner Literaturpreis – Clemens J. Setz
- Bokhandlerprisen (Nagroda Księgarzy Norweskich) – Lisa Aisato za książkę Livet – illustrert[112]
- Doroczna Nagroda Ministra Kultury i Dziedzictwa Narodowego – Janusz Szuber[113]
- Eichendorff-Literaturpreis – Christa Ludwig
- Górnośląska Nagroda Literacka "Juliusz" – Aleksander Kaczorowski za książkę Ota Pavel. Pod powierzchnią
- Günter-Grass-Preis – Jens Sparschuh
- Heinrich-Mann-Preis – Danilo Scholz
- Magnesia Litera (książka roku) – Radka Denemarková za książkę Hodiny z olova
- Magnesia Litera (poezja) – Ivan Wernisch za tom Pernambuco
- Medal Młodego Pozytywisty – Dawid Jung (za całokształt twórczości literackiej i animację kultury)[114]
- Międzynarodowa Nagroda Literacka im. Zbigniewa Herberta – Agi Miszol
- Nagroda Bursztynowego Motyla – Małgorzata Rejmer[115]
- Nagroda Camõesa – Chico Buarque
- Nagroda Cervantesa – Joan Margarit i Consarnau
- Nagroda Conrada – Olga Hund za Psy ras drobnych
- Nagroda Fundacji im. Kościelskich – Aldona Kopkiewicz za tom poezji Szczodra
- Nagroda Homera – Adonis
- Nagroda im. Natalii Gorbaniewskiej – Jurij Wynnyczuk za Tango śmierci
- Nagroda im. Wisławy Szymborskiej – Marta Podgórnik za tom Mordercze ballady
- Nagroda Jerozolimska – Joyce Carol Oates
- Nagroda Literacka Europy Środkowej „Angelus” – Georgi Gospodinow za powieść Fizyka smutku
- Nagroda Literacka i Historyczna Identitas – Wiesław Helak za powieść Nad Zbruczem i Dawid Jung za poezję Glosy[116][117].
- Nagroda im. Karla Dedeciusa – Monika Muskała i Thomas Weiler(inne języki)
- Nagroda im. Kazimierza Wyki – Jacek Leociak
- Nagroda im. Ryszarda Kapuścińskiego – Maciej Zaremba Bielawski za Dom z dwiema wieżami, przeł. Mariusz Kalinowski
- Nagroda Jerozolimska – Joyce Carol Oates
- Nagroda Jiříego Ortena – Anna Cima za Probudím se na Šibuji
- Nagroda Literacka Gdynia (kategoria esej) – Olga Drenda za esej Wyroby. Pomysłowość wokół nas
- Nagroda Literacka Gdynia(kategoria poezja) – Małgorzata Lebda za tom Sny uckermärkerów
- Nagroda Literacka Gdynia (kategoria proza) – Zyta Rudzka – za powieść Krótka wymiana ognia
- Nagroda Literacka Gdynia (kategoria przekład na język polski) – za tłumaczenie Alfabetu Inger Christensen
- Nagroda Literacka im. Jacka Nowakowskiego – Rafał Wojasiński za tom opowiadań Olanda
- Nagroda Literacka im. Józefa Mackiewicza – Marek Cichocki za Północ i południe. Teksty o polskiej kulturze i historii
- Nagroda „Literatury na Świecie” (kategoria Poezja) – Marcin Ciura
- Nagroda „Literatury na Świecie” (kategoria Proza) – Andrzej Jagodziński oraz Izebela Korybut-Daszkiewicz
- Nagroda „Literatury na Świecie” (kategoria Nowa Twarz) – Olga Bartosiewicz
- Nagroda „Literatury na Świecie” (kategoria Literaturoznawstwo, Translatologia, Komparatystyka) – Mikołaj Wiśniewski oraz Violetta Wróblewska
- Nagroda „Literatury na Świecie” (kategoria Inicjatywy Wydawnicze) – w tym roku nieprzyznana
- Nagroda „Literatury na Świecie” (Nagroda im. Andrzeja Siemka) – Maria Porzęcka
- Nagroda "Literatury na Świecie" – kategoria Mamut – w tym roku  nieprzyznana
- Nagroda Poetycka im. Konstantego Ildefonsa Gałczyńskiego – Orfeusz dla Jarosław Mikołajewski za tom Basso continuo
- Nagroda Poetycka im. Konstantego Ildefonsa Gałczyńskiego – Orfeusz Mazurski za najlepszy tom wydany w Polsce północno-wschodniej – Marzanna Bogumiła Kielar za Nawigacje
- Nagroda im. Wisławy Szymborskiej – Marta Podgórnik
- Nagroda Prezydenta Miasta Gdańska za twórczość translatorską im. T. Boya-Żeleńskiego (za całokształt działalności translatorskiej) – Małgorzata Łukasiewicz
- Nagroda Prezydenta Miasta Gdańska za twórczość translatorską im. T. Boya-Żeleńskiego (za przekład konkretnego dzieła) – Marcin Szuster za tłumaczenie powieści Djuny Barnes W ostępach nocy
- Nagroda Pulitzera (dramat) – Jackie Sibblies Drury za Fairview
- Nagroda Pulitzera (poezja) – Forrest Gander za Be With
- Nagroda Pulitzera (proza) – Richard Powers za powieść The Overstory
- Nagroda Václava Buriana w dziedzinie poezji – Max Czollek
- Nagroda Václava Buriana w dziedzinie poezji – nagroda publiczności – Julia Fiedorczuk
- Nagroda Václava Buriana za wkład w dziedzinie kultury do dialogu środkowoeuropejskiego – Jurij Andruchowycz
- Orfeusz Mazurski za najlepszy tom wydany w Polsce północno-wschodniej – Marzanna Bogumiła Kielar za Nawigacje
- Orfeusz. Nagroda Poetycka imienia Konstatntego Ildefonsa Gałczyńskiego – Jarosław Mikołajewski za tom Basso continuo
- Paszport „Polityki” (literatura) – Małgorzata Rejmer
- Philip K. Dick Award – Audrey Schulman za Theory of Bastards
- Poznańska Nagroda Literacka – Nagroda im. Adama Mickiewicza – Wiesław Myśliwski
- Poznańska Nagroda Literacka – Stypendium im. S. Barańczaka – Tomasz Bąk (poeta)
- Státní cena za literaturu (Nagroda Państwowa za Literaturę, Czechy) – Karol Sidon
- Transatlantyk – Hendrik Lindepuu[118]
- Prix Goncourt – Jean-Paul Dubois zaTous les hommes n'habitent pas le monde de la même façon
- Prix Médicis – Luc Lang za Tentation
- Wrocławska Nagroda Poetycka „Silesius” (za całokształt twórczości poetyckiej) – Ewa Lipska
- Wrocławska Nagroda Poetycka „Silesius” (za książkę roku) – Adam Kaczanowski za Cele
- Wrocławska Nagroda Poetycka „Silesius” (za debiut roku) – Maciej Bobula za wsie, animalia, miscellanea